# Ceratosolen josephi
Ceratosolen josephi är en stekelart som beskrevs av Wiebes 1963. Ceratosolen josephi ingår i släktet Ceratosolen och familjen fikonsteklar. Inga underarter finns listade i Catalogue of Life.